# Elton (Derbyshire)
Elton – wieś w Anglii, w hrabstwie Derbyshire, w dystrykcie Derbyshire Dales. Leży 28 km na północny zachód od miasta Derby i 210 km na północny zachód od Londynu.